# Hirsisaaret (ö i Södra Savolax)
Hirsisaaret är en ö i Finland. Den ligger i sjön Saimen och i kommunen Puumala i den ekonomiska regionen  S:t Michel och landskapet Södra Savolax, i den södra delen av landet, 210 km nordost om huvudstaden Helsingfors. Öns area är 1,9 hektar och dess största längd är 230 meter i sydväst-nordöstlig riktning.  Notera att namnet antyder att det är fråga om flera öar.